# Прајалонга (Кротоне)
Прајалонга је насеље у Италији у округу Кротоне, региону Калабрија.
Према процени из 2011. у насељу је живело 26 становника. Насеље се налази на надморској висини од 7 м.